# Kopanjane
Kopanjane es un pueblo ubicado en el territorio de Vranje, en el distrito de Pčinja, Serbia.

## Superficie
Posee una superficie de 4,586 kilómetros cuadrados.

## Demografía
Hasta 2011 la población era de 41 habitantes, con una densidad de población de 8,940 habitantes por kilómetro cuadrado.